# Famille Koucheleff Besborodko
La famille Koucheleff Besborodko (russe : Кушелёв-Безбородко) est une famille de la noblesse de Russie et de Finlande.

## Personnalités

### Besborodko
- Andreï Bezborodko (1711–1780),
- Alexandre Andreïevitch Bezborodko (1746–1799)
- Ilja Bezborodko (1756–1815),

### Koucheleff
- Grégoire Koucheleff (1754–1833),
- Alexandre Koucheleff Besborodko (1800–1855)[2]
- Grégoire Koucheleff Besborodko (1832–1870),
- Liouboff Koucheleff Besborodko[3],[4]

## Galerie

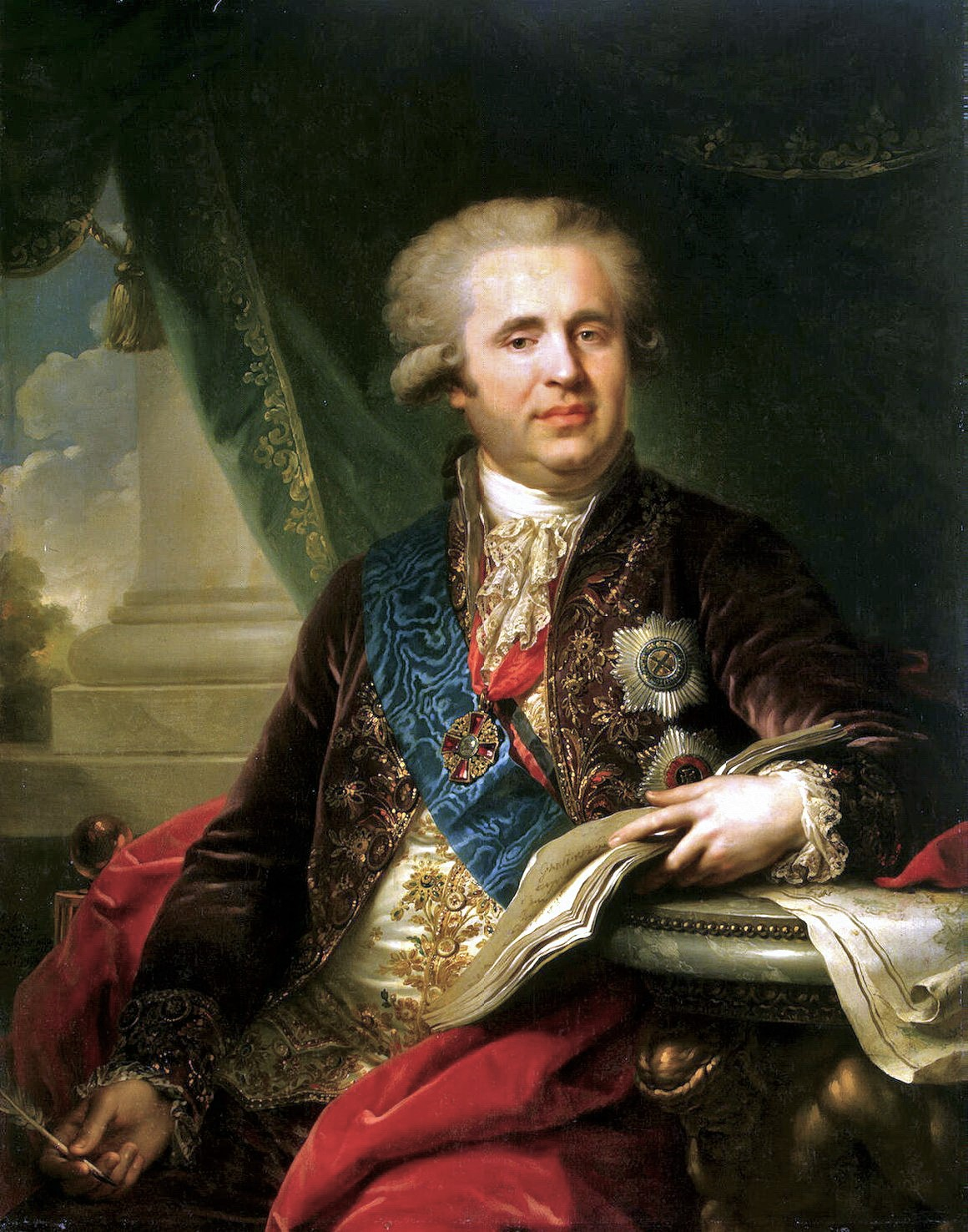
Alexandre Andreïevitch Bezborodko
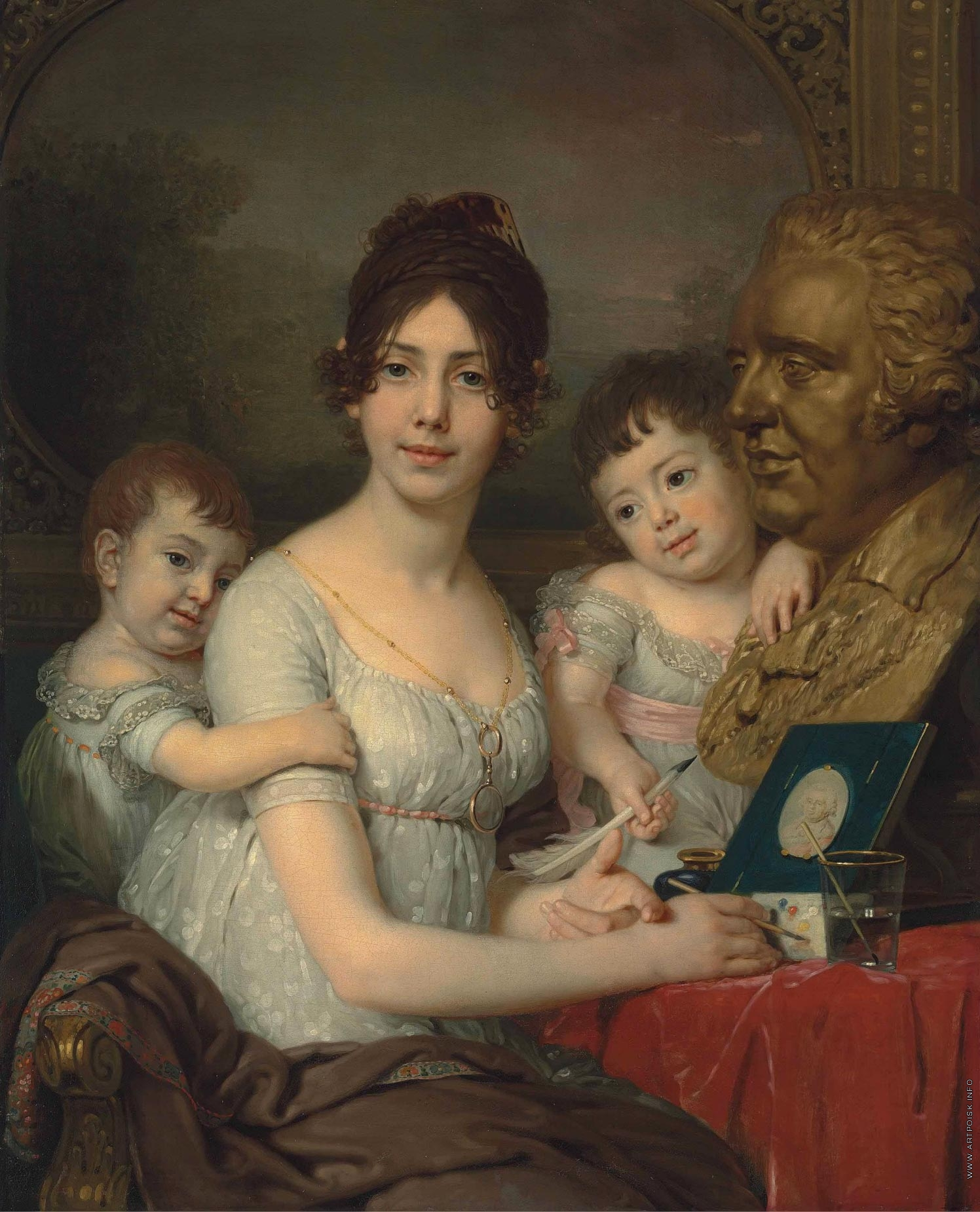
La Comtesse Liouboff Ilyinitchna Koucheleff.
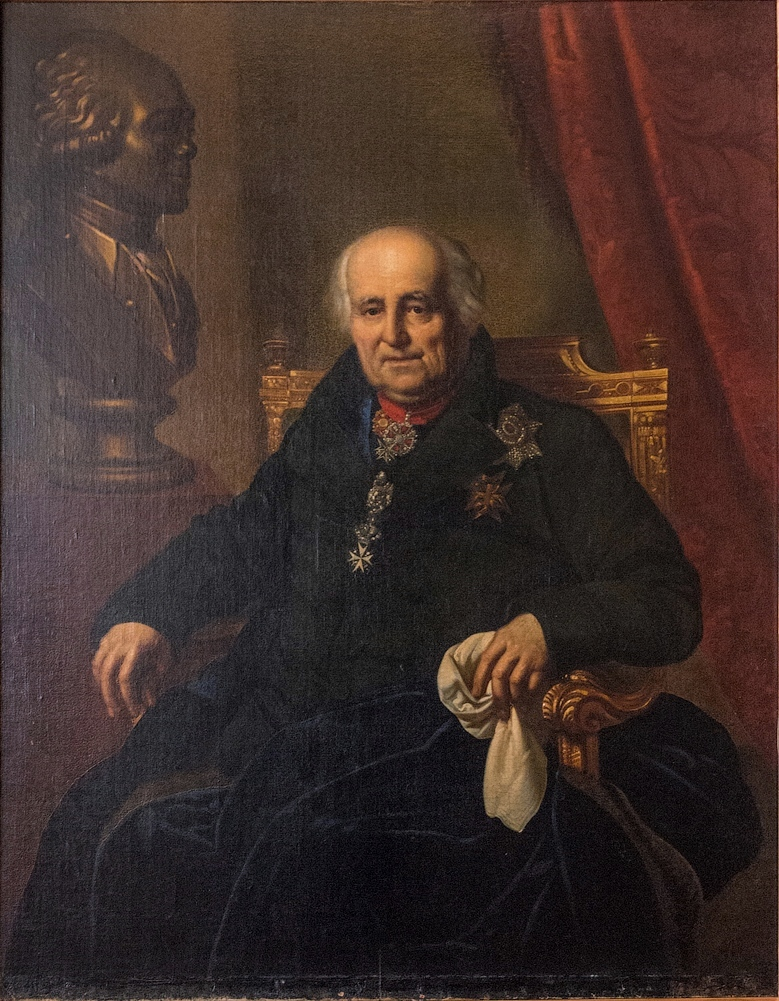
Grégoire Koucheleff
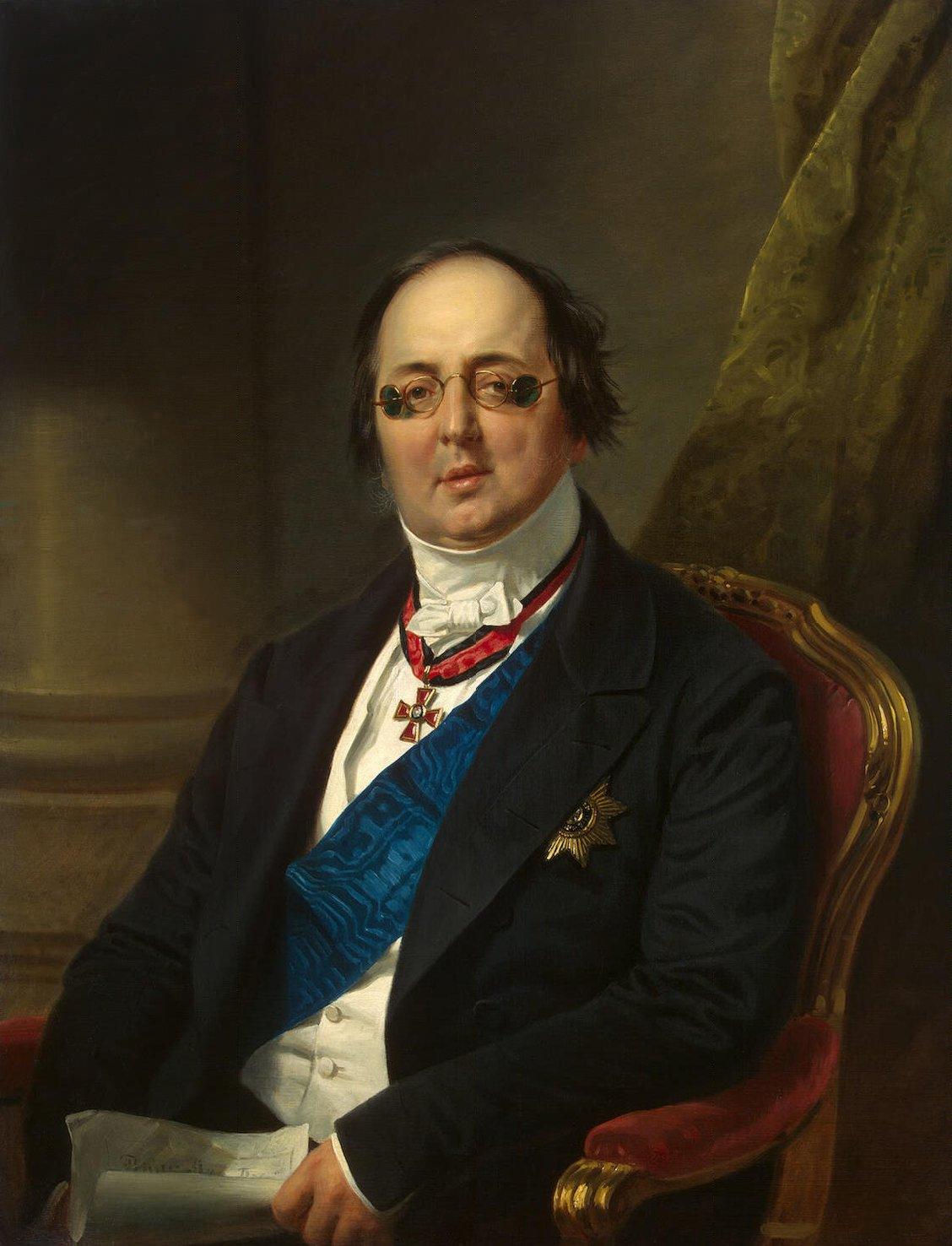
Alexandre Koucheleff Besborodko